# NGC 1763
NGC 1763 ist ein Emissionsnebel mit eingebettetem Sternhaufen im Sternbild Schwertfisch in der Großen Magellanschen Wolke. Das Objekt wurde am 6. November 1826 von dem Astronomen James Dunlop mit einem 23-cm-Teleskop entdeckt. Der Nebel selbst wird auch unter LHA 120-N 11B bzw. ESO 85-EN20 katalogisiert und ist Teil des Nebelkomplexes N11.